# Vis och Ramin
Vis och Ramin är ett kärlekspar i en klassisk persisk dikt av Fakhr od-Din Asad Gorgani. Verseposet nedtecknades omkring 1054, men är baserat på äldre berättelser. Asad Gorgani hävdade att berättelsen har sitt ursprung från den sasanidiska riket, men senare forskning tyder på den är äldre och daterar den till partiska riket första århundradet efter Kristus. Berättelsen är en orientalisk parallell till triangeldramat Tristan och Isolde. Kung Mubads unga drottning Vis förenas med kungens yngre bror Ramin i ett olovligt kärleksförhållande som får ett lyckligt slut genom kungens död.